# Verger

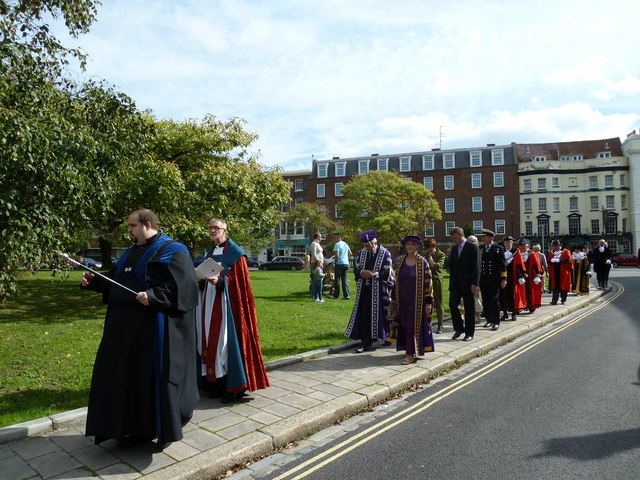
O verger da Catedral de Portsmouth (à esquerda) lidera o bispo na procissão.

Um verger (também chamado virger, ou wandsman no inglês britânico, embora arcaico), é uma pessoa, geralmente um leigo, que ajuda na organização de serviços religiosos, particularmente nas igrejas anglicanas.

## História
O cargo de Verger tem suas raízes nos primeiros dias da história da Igreja Anglicana. Evidências apontam que os primeiros Vergers surgiram nas catedrais de Rochester, Lincoln e Salisbury no final do século XVI. A Ordem compartilha certas semelhanças com as antigas Ordens Menores de Porteiro e Acólito. Historicamente, os vergers eram responsáveis pela ordem e manutenção de uma casa de culto, incluindo o cuidado dos prédios da igreja, seus móveis e relíquias sagradas, os preparativos para a liturgia, a conduta dos leigos e as responsabilidades de cavar sepulturas. Koster é a palavra holandesa para sacristão ou verger (a palavra alemã equivalente é "Küster"), derivada do latim custos (guarda).
O símbolo de uma guilda de vergers da catedral são as chaves cruzadas. O mais conhecido retrato de um anglicano Verger na ficção está no conto de Somerset Maugham O Verger. Na cultura popular do Reino Unido, o seriado da BBC Dad's Army exibia uma caricatura de um verger chamado Maurice Yeatman, interpretado por Edward Sinclair. A sitcom The Vicar of Dibley cujo personagem principal está entre as primeiras vigárias da Igreja da Inglaterra, também apresentava uma verger feminina, a Alice Tinker (Emma Chambers).

## Deveres
Durante o próprio culto, o dever principal de um Verger é cerimonialmente guiar os ministros e o coro enquanto eles entram em procissão pela igreja; ele ou ela normalmente não participa do serviço em si. Pode-se argumentar que o principal orgulho de um verger durante um serviço reside em sua imperceptibilidade; os vergers muitas vezes desempenham um papel muito importante "nos bastidores" - ajudando a planejar os detalhes logísticos do serviço e pastoreando discretamente o clero através dele (em algumas igrejas esses últimos deveres são tratados por um mestre de cerimônias, enquanto o verger funciona como uma espécie de marechal na procissão).
Nos Estados Unidos há uma guilda para  Vergers anglicanos do mundo todo ''The vergers guild of the Episcopal Church'', que tem como objetivo promover a organização e a comunicação entre os fiéis anglicanos que tem trabalhado como vergers para suas paróquias.

## O Virge
Um virge (do latim virga) é um tipo de haste, feita de madeira que um verger carrega, uma virgem (do latim virga , "ramo, cajado, vara"; ver virgula ). O  Maces of State usado na Câmara dos Lordes e na Câmara dos Comuns do Parlamento Britânico são exemplos de outro uso moderno do virge medieval. Antigamente, um verger poderia precisar usar sua virge para afastar animais ou uma multidão super entusiasmada do ministro que ele estava escoltando ou mesmo para disciplinar coristas indisciplinados.

## Vestes
As vestes típicas de um verger são uma toga preta usado sobre uma batina preta. A toga é similar a uma toga acadêmica e é aberto na tradição inglesa. É comum a toga de um verger ter o brasão da igreja, geralmente em uma ou ambas as mangas. Pode ser aparado com veludo, que pode estar em outra cor (uma cor predominantemente associada à Catedral, por exemplo). Formalmente, um jabot pode ser usado no pescoço.

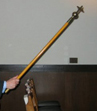
Este é um virge tradicional. Observe a esfera de Latão no final com uma pequena cruz no topo.

Menos formalmente, um verger pode usar uma bata sem batina abaixo ou, inversamente, uma batina sem a bata. Em ambientes mais modernos, um verger pode usar um escapulário em vez de um vestido.
Se um verger também serve no altar durante a adoração divina, a toga é frequentemente substituído por uma sobrepeliz.

## Função moderna
Nas pequenas igrejas, o ofício do verger é freqüentemente combinado com o do sacristão, responsável pela manutenção dos prédios e dos terrenos da igreja. Em algumas paróquias, as funções do sacristão e do Verger são desempenhadas pela mesma pessoa. Igualmente, muitas igrejas não têm verger nem um sacristão, e esses deveres recaem sobre os Churchwardens.

## Catolicismo Romano
No catolicismo romano, a função mais próxima ao Verger é a do sacristão, do chefe ou do arrumador, principalmente naquelas igrejas (geralmente grandes estabelecimentos, como a Catedral de São Patrício em Nova York). York ou a Basílica do Santuário Nacional da Imaculada Conceição, em Washington, DC ) que possuem um corpo organizado e formal de arrumadores.